# Бажовский фестиваль народного творчества

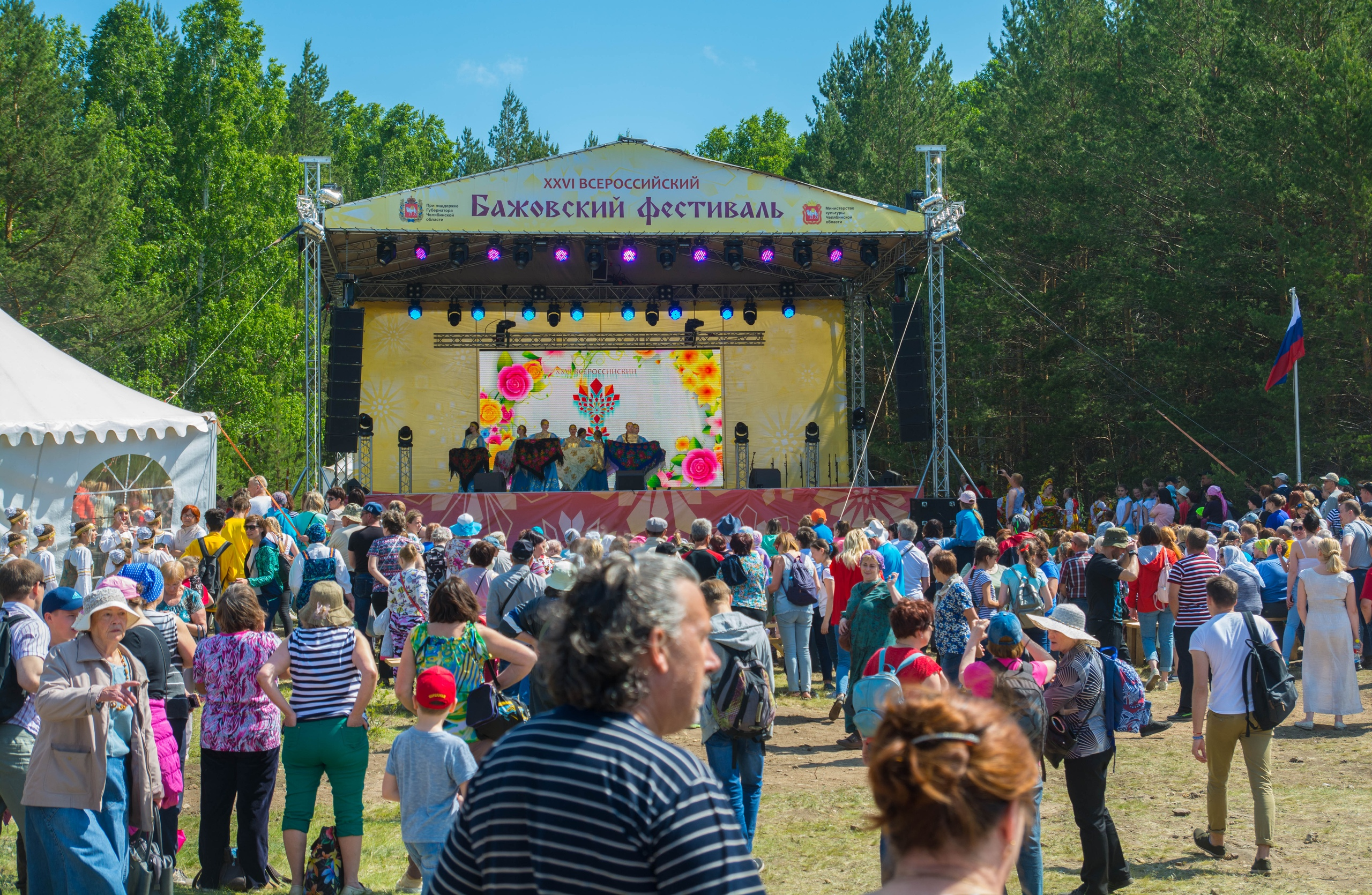
На фестивале 2018 года

Бажо́вский фестива́ль наро́дного тво́рчества («Бажо́вка») — ежегодный двухдневный фестиваль, праздник народных культуры, искусства и творчества, проводимый в выходные конца июня на территории Челябинской области России.
Фестиваль назван именем известного уральского писателя-фольклориста Бажова Павла Петровича, собирателя народных фольклорных сказаний Урала и автора множества сказов. Фестиваль начал проводиться с 1993 года несколькими общественными организациями и имел частично обрядово-эзотерический характер. Первый фестиваль проведён в посёлке Разъезд Кисегач; участники размещались на бывшей территории профтехучилища.
С 1996 года соучредителем и соорганизатором стало Главное управление культуры и искусства Челябинской области, фестиваль стал в большей степени смотром народных самодеятельных коллективов. С 1999 года фестиваль приобрёл статус всероссийского с постоянным участием коллективов и народных умельцев со всей страны.
В рамках фестиваля проводятся конкурсы и выступления коллективов народного творчества, ярмарка поделок и сувениров, мастер-классы по традиционным народным ремёслам и промыслам, воссоздание фрагментов народного быта, фольклорный праздник с участием национальных костюмов и обрядов. До 2011 года фестиваль обычно проходил на берегу озера Большой Сунукуль Чебаркульского района, в 2007 году он проводился в городе Челябинске, начиная с 2011 года принято решение о его проведении на территории санатория Дальняя дача в городе Кыштыме. С 2018 года он проводится у села Демарино Пластовского района. На время фестиваля на выделенной территории ставится палатки общепита и сцены для выступлений, палаточный городок, торговые ряды и экспозиции своего творчества, многие участники приезжают семьями.
Лауреаты конкурсов и авторы лучших произведений прикладного искусства награждаются дипломами, грамотами и благодарственными письмами организаторов фестиваля.

## Даты проведения
- 1993. 1-й Всероссийский Бажовский фестиваль народного творчества[1]
- 1994. 2-й Всероссийский Бажовский фестиваль народного творчества
- 1995. 3-й Всероссийский Бажовский фестиваль народного творчества
- 1996. 4-й Всероссийский Бажовский фестиваль народного творчества
- 1997. 5-й Всероссийский Бажовский фестиваль народного творчества. Место проведения берега озера Еловое Чебаркульском районе.
- 1998. 6-й Всероссийский Бажовский фестиваль народного творчества
- 1999. 7-й Всероссийский Бажовский фестиваль народного творчества
- 2000. 8-й Всероссийский Бажовский фестиваль народного творчества
- 2001. 9-й Всероссийский Бажовский фестиваль народного творчества
- 2002. 10-й Всероссийский Бажовский фестиваль народного творчества
- 2003 19-22 июня. 11-й Всероссийский Бажовский фестиваль народного творчества. Место проведения база отдыха Синее озеро. Чебаркульский район.
- 2004. 18 июня 12-й Всероссийский Бажовский фестиваль народного творчества. Место проведения озеро Большой Сунукуль. Чебаркульский район, недалеко от села Непряхино.
- 2005. 17 июня 13-й Всероссийский Бажовский фестиваль народного творчества. Место проведения озеро Большой Сунукуль. Чебаркульский район, недалеко от села Непряхино.
- 2006. 16 по 18 июня. 14-й Всероссийский Бажовский фестиваль народного творчества. Место проведения озеро Большой Сунукуль. Чебаркульский район, недалеко от села Непряхино.
- 2007. 23 июня. 15-й Всероссийский Бажовский фестиваль народного творчества. Место проведения город Челябинске в парке им. Гагарина.
- 2008. 21 июня. 16-й Всероссийский Бажовский фестиваль народного творчества. Место проведения город Челябинске в парке им. Гагарина.
- 2009. 17-й Всероссийский Бажовский фестиваль народного творчества. Место проведения озеро Большой Сунукуль. Чебаркульский район, недалеко от села Непряхино.
- 2010. 18-й Всероссийский Бажовский фестиваль народного творчества. Место проведения озеро Большой Сунукуль. Чебаркульский район, недалеко от села Непряхино.
- 2011. 19-й Всероссийский Бажовский фестиваль народного творчества. Место проведения санаторий Дальняя дача, недалеко от города Кыштым.
- 2012. 20-й Всероссийский Бажовский фестиваль народного творчества. Место проведения санаторий Дальняя дача, недалеко от города Кыштым.
- 2013. 21-й Всероссийский Бажовский фестиваль народного творчества. Место проведения санаторий Дальняя дача, недалеко от города Кыштым.
- 2014. 22-й Всероссийский Бажовский фестиваль народного творчества. Место проведения санаторий Сунгуль, недалеко от города Снежинск.
- 2015. 19 по 21 июня. 23-й Всероссийский Бажовский фестиваль народного творчества. Место проведения санаторий Сунгуль, недалеко от города Снежинск.
- 2016. 17 по 19 июня. 24-й Всероссийский Бажовский фестиваль народного творчества. Место проведения Солнечная Долина. Миасс.
- 2017. 25-й Всероссийский Бажовский фестиваль народного творчества. Место проведения Солнечная Долина. Миасс[2].
- 2018. 26-й Всероссийский Бажовский фестиваль народного творчества. Место проведения, около села Демарино, Пластовского района[3].

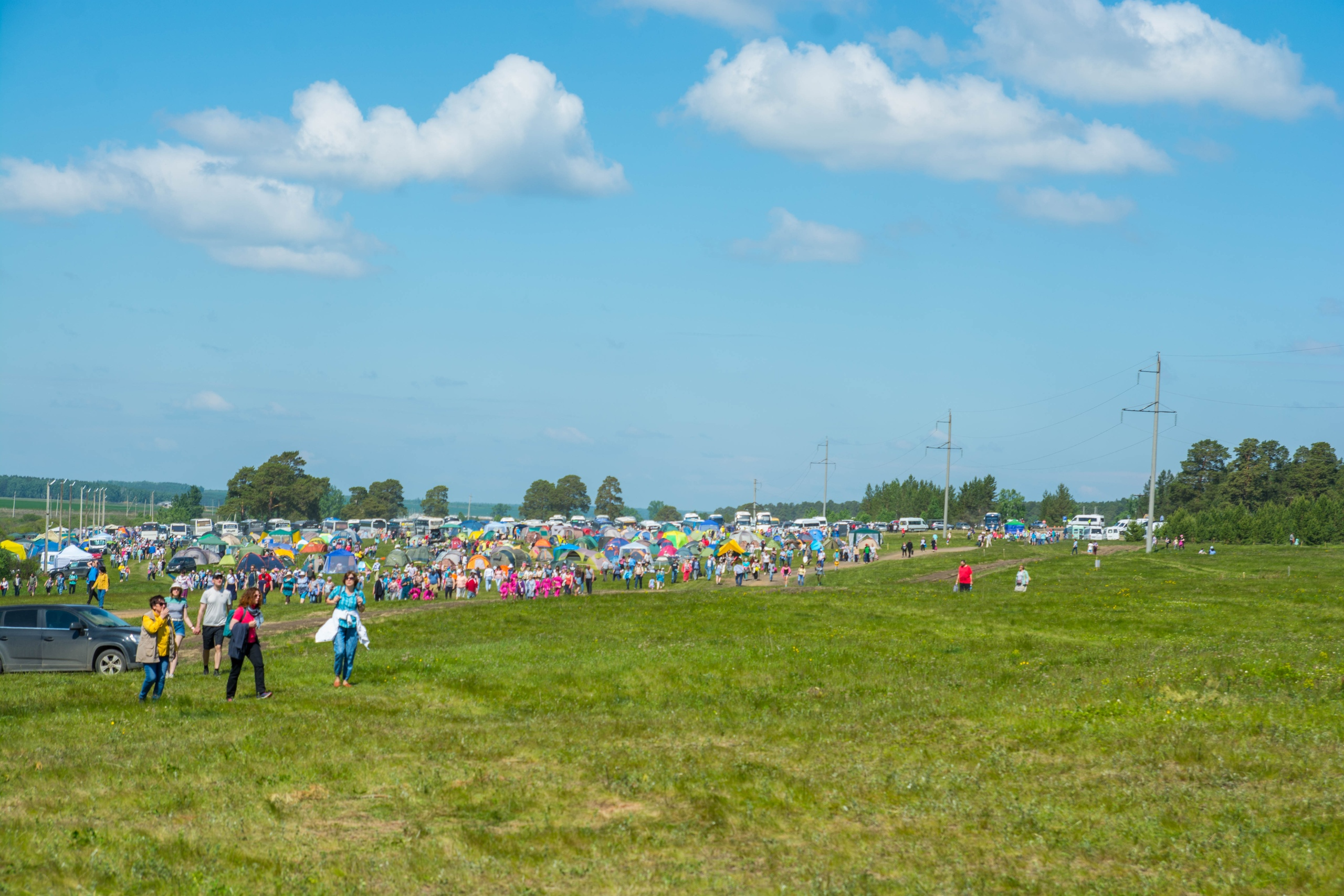
Палаточный лагерь на фестивале 2018 года

- 2019. 21-23 июня. 27-й Всероссийский Бажовский фестиваль народного творчества. Место проведения, около села Демарино, Пластовского района[4].
- 2020. перенесен на 2021 год[5]. 28-й Всероссийский Бажовский фестиваль народного творчества. Место проведения, около села Демарино, Пластовского района.
- 2021. отменен[6] . 28-й Всероссийский Бажовский фестиваль народного творчества. Место проведения, около села Демарино, Пластовского района.

## Примечание
1. ↑  "Бажовка" отмечает свой серебряный юбилей! chelyabinsk.bezformata.com. Дата обращения: 13 сентября 2021. Архивировано 13 сентября 2021 года.
2. ↑  Бажовский фестиваль 2017 в Миассе: фото- и видео-отчет. nash-sekret.ru. Дата обращения: 13 сентября 2021. Архивировано 13 сентября 2021 года.
3. ↑  Алёна Талыпова. Австрийская кухня и настоящее лето. Чем удивил Бажовский фестиваль-2018. chel.aif.ru (24 июня 2018). Дата обращения: 13 сентября 2021. Архивировано 13 сентября 2021 года.
4. ↑  Шляпы из конопли, хороводы и битва гончаров: Бажовский фестиваль принял пять тысяч гостей. 74.ru (22 июня 2019). Дата обращения: 13 сентября 2021. Архивировано 13 сентября 2021 года.
5. ↑  Анна Шухнина. Челябинские власти отменили крупнейший Бажовский фестиваль. Известия (23 июня 2020). Дата обращения: 13 сентября 2021. Архивировано 13 сентября 2021 года.
6. ↑  Бажовский фестиваль перенесли из-за ковида. sn74.ru. Дата обращения: 13 сентября 2021. Архивировано 13 сентября 2021 года.